# Всяких, Алексей Семёнович
Алексей Семёнович Вся́ких (1912—1994) — советский учёный, зоотехник, академик ВАСХНИЛ.

## Биография
Родился 17 (30) марта 1912 года в селе Новочеркасское (сегодня — Астраханский район, Акмолинская область, Казахстан). В 1936 году окончил Московский зоотехнический институт. Член ВКП(б).
Послужной список
- 1946—1943 — научный сотрудник, зав. отделом крупного рогатого скота, зам. директора, директор (1941—1943) Киргизского НИИ животноводства.
- 1943—1948 — зам. директора по научной части ВИЖ
- 1948—1950 — докторант АН СССР
- 1950—1951 — начальник редакционно-издательского отдела ГУ пропаганды МСХ СССР
- 1951—1961 — заведующий кафедрой разведения с.-х. животных Московской ветеринарной академии
- 1961—1967 — директор (1961—1966), заведующий лабораторией молочного скотоводства (1966—1967) ВИЖ
- 1967—1975 — профессор (1967—1971), зав. кафедрой технологии промышленного животноводства (1971—1975) ВСХИЗО
- 1975—1982 — председатель Совета по технологии производства продуктов животноводства на промышленной основе, одновременно в 1977—1978 годах и. о. академика-секретаря Отделения животноводства ВАСХНИЛ
- 1982—1983 — зав. кафедрой технологии промышленного животноводства ВСХИЗО.

Участник Великой Отечественной войны, в 1944—1945 годах — уполномоченный начальника тыла РККА на 2-м Белорусском фронте.
Доктор сельскохозяйственных наук (1950), профессор (1953), академик ВАСХНИЛ (1975). Автор алатауской породы крупного рогатого скота, соавтор новых заводских линий бурых пород.
Умер 16 декабря 1994 года. Похоронен в Москве на Кунцевском кладбище (участок № 10).

## Сочинения
- Алатауская порода крупного рогатого скота / соавт. Д. Н. Пак. — М.: Сельхозгиз, 1954. — 295 c.
- Наследственность и управление ею при разведении животных. — М.: Сельхозгиз, 1959. — 207 с.
- Теоретические основы племенного дела. — М.: Колос, 1964. — 431 с.
- Технология молочного скотоводства на промышленной основе / соавт. Е. И. Ткаченко. — 2-е изд., перераб. и доп. — М.: Россельхозиздат, 1978. — 303 с.
- Бурые породы скота. — М.: Колос, 1981. — 271 с.
- Интенсификация молочного скотоводства Нечерноземья / соавт. Л. А. Кузьмина. — М.: Россельхозиздат, 1987. — 301 с.
- Технология производства продуктов животноводства: учеб. и учеб. пособия для учащихся техникумов / соавт.: Ю. К. Свечкин и др. — М.: ВО «Агпропромиздат», 1989. — 543 с.

## Награды и премии
- орден Трудового Красного Знамени (1945)
- орден Отечественной войны I степени (6.11.1985)
- орден Отечественной войны  II степени (16.7.1945)
- орден «Знак Почёта» (1966)
- орден Дружбы народов (1982)
- медали
- заслуженный деятель науки РСФСР (1973)
- Сталинская премия второй степени (1951) — за выведение новой породы крупного рогатого скота «Алатаусская».